# Moczyły
Moczyły (do 1945 niem. Schillersdorf) – wieś w Polsce położona w województwie zachodniopomorskim, w powiecie polickim, w gminie Kołbaskowo, w mezoregionie Wzniesienia Szczecińskie nad zachodnim, lewym brzegiem Odry Zachodniej.

## Historia

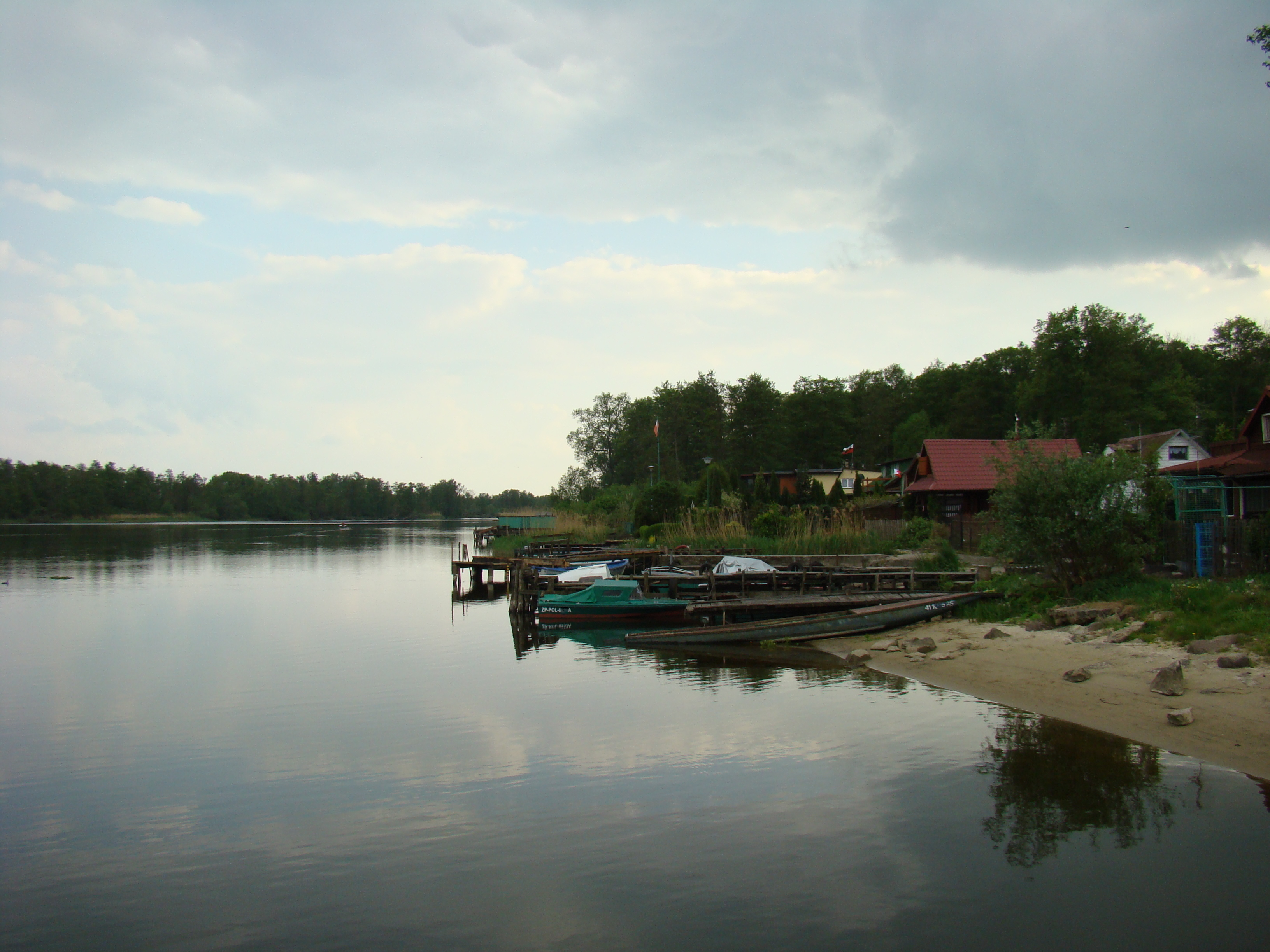
Odra Zachodnia na wysokości Moczył

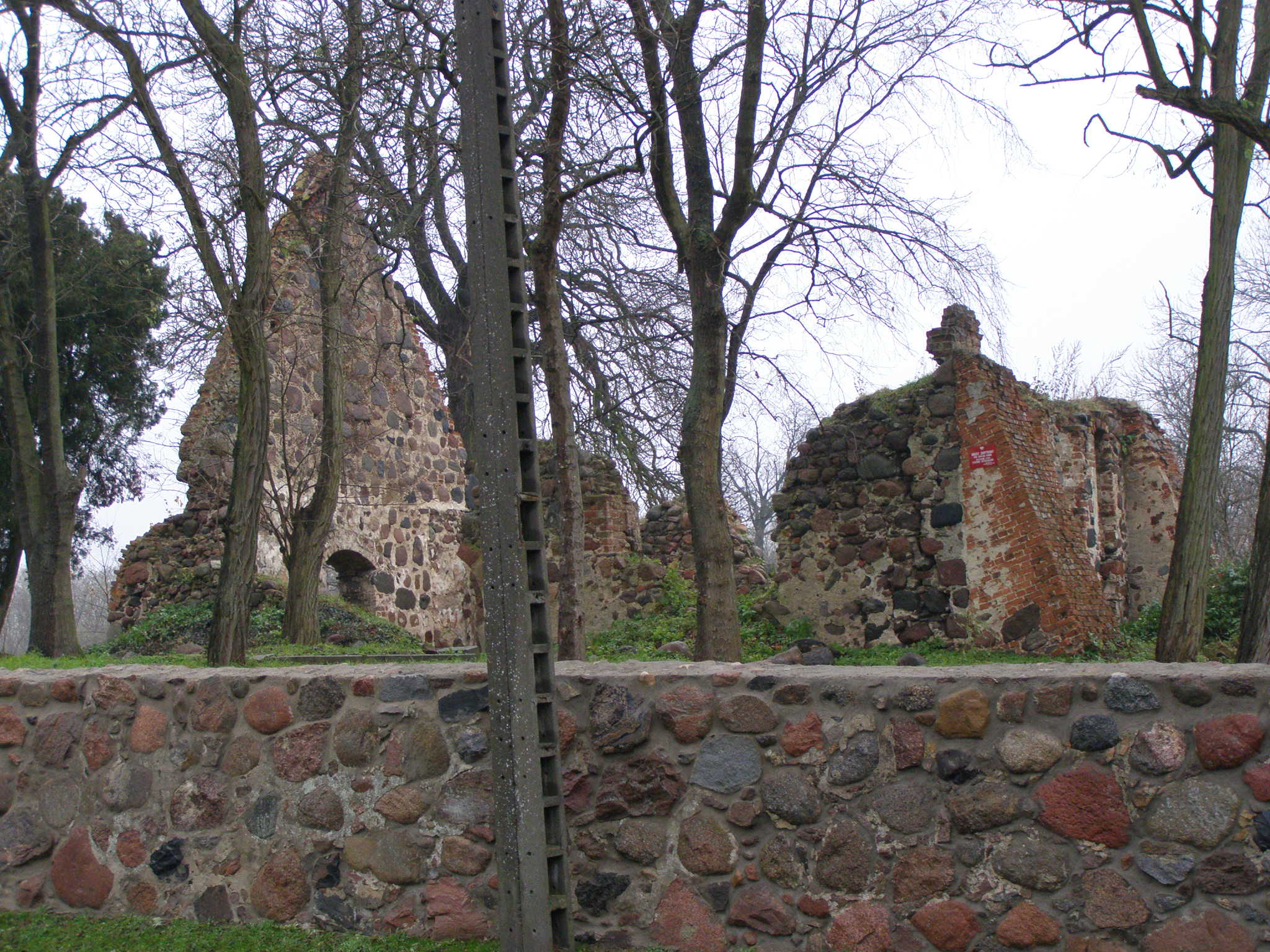
Ruiny kościoła

Pierwsze wzmianki o wsi pochodzą z 1325, kiedy to Moczyły należały do posiadłości kościoła Panny Marii w Szczecinie. W 1490 roku parafia w Moczyłach pod patronatem Gryfina. Począwszy od XVII wieku przechodzi w ręce prywatne rodów szlacheckich.
W latach 1975–1998 miejscowość administracyjnie należała do województwa szczecińskiego.

### Zabytki
Na terenie wsi znajdują się ruiny XIII-wiecznego kościoła.

## Geografia i turystyka
Wieś w formie ulicówki.
Przez wieś prowadzi  Szlak Kościołów Wiejskich.

## Transport
Od 2012 Moczyły połączone są ze Szczecinem miejską linią autobusową.
Połączenie ze Szczecinem umożliwia również linia PKS.